# Шилово (Глинковский район)
Шилово    — деревня  в  Смоленской области России,  в Глинковском районе. Население – 2 жителя (2007 год)  .  Расположена в центральной части области  в 17 км к западу от села Глинка,  в 25 км южнее автодороги Р134 «Старая Смоленская дорога» Смоленск — Дорогобуж — Вязьма — Зубцов, на берегу реки Волость.  В 6 км севернее деревни железнодорожная станция 551-й км на линии Смоленск  - Сухиничи. Входит в состав Доброминского сельского поселения.  

## История
В годы Великой Отечественной войны деревня была оккупирована гитлеровскими войсками в июле 1941 года, освобождена в ходе Ельнинско-Дорогобужской операции в 1943 году. В марте 1942 года гитлеровцами были сожжены 112 жителей деревни .

## Достопримечательности
- Городище в 2 км юго-западнее деревни[2].